# Manuel Morgado
Manuel Morgado González del Valle (Ferrol, 16 de diciembre de 1892 - ibídem, 14 de agosto de 1936) fue un médico, editor y político español.

## Biografía
Médico de formación, estuvo empleado en la Sociedad Española de Construcción Naval. Fue miembro del comité de huelga de los astilleros en 1920. Participó en la fundación y fue administrador de la Editorial Céltiga en 1922. Perteneció a la Agrupación Socialista de Ferrol. Fue elegido concejal de Ferrol en las elecciones municipales del 12 de abril de 1931, y fue sexto teniente de alcalde en la corporación presidida por Jaime Quintanilla. Fue director de El Obrero de Ferrol y candidato del PSOE por La Coruña en las elecciones de 1933, aunque no resultó elegido. Tras la Revolución de 1934 fue detenido y cesado como concejal y condenado en consejo de guerra a quince años de reclusión. Luego del triunfo del Frente Popular en febrero de 1936, fue repuesto como concejal. Con el Golpe de Estado del 18 de julio de 1936 fue detenido en Ferrol el día 21 de julio y condenado a muerte en Consejo de guerra. Fue fusilado en Ferrol el 14 de agosto de 1936.